# Verfassungsreferendum in Somalia 1979
Das Verfassungsreferendum in Somalia 1979 wurde am 25. August 1979 abgehalten. Es war das zweite derartige Referendum in der Geschichte Somalias.
Die neue Verfassung ersetzte die Verfassung, welche 1961 vom Volk angenommen wurde, und führte einen Einparteienstaat mit einem präsidialen Regierungssystem unter der Somalischen Revolutionären Sozialistischen Partei ein. Hauptpunkt der neuen Verfassung war die Errichtung eines Einparteienstaates unter der Somalischen Revolutionären Sozialistischen Partei. Die Vorlage wurde offiziell von 99,78 % der Abstimmenden gutgeheißen. Verfassungsreferendum in Somalia 1979
Die Abstimmung entsprach nicht den Prinzipien einer freien Wahl.

## Ergebnisse
| Auswahl | Stimmen   | Anteil  |
| ------- | --------- | ------- |
| Dafür   | 3.597.592 | 99,78 % |
| Dagegen | 7.898     | 0,22 %  |
| Gesamt  | 3.605.490 | 100 %   |
| Quelle: |           |         |